# Deutsche Kriegsgräberstätte Duchowschtschina
| Friedhof    | Friedhof         |
| ----------- | ---------------- |
| Land:       | Russland         |
| Region:     | Smolensk         |
| Ort:        | Duchowschtschina |
| Einweihung: | 3. August 2013   |

Die Deutsche Kriegsgräberstätte Duchowschtschina liegt 60 Kilometer nordöstlich von Smolensk und ist ein Sammelfriedhof für deutsche Kriegsgefallene des Zweiten Weltkriegs im damaligen Mittelabschnitt der Ostfront mit einer Kapazität von 70.000 Gräbern.

## Architektur des Friedhofs
Das Gelände ist fünf Hektar groß, begrünt und eingefriedet. Es verfügt über eine Zugangsstraße, Eingangsgebäude und Parkplatz. An der Hauptachse des Friedhofs befindet sich ein runder Gedenkplatz mit Hochkreuz. Die Umbettungsarbeiten hatten im Jahr 2010 begonnen. Auf Granitstelen befinden sich die Namen der identifizierten Toten. Bis zur offiziellen Einweihung am 3. August 2013 wurden auf der für 70.000 gefallene Soldaten konzipierten Anlage 30.000 Tote beigesetzt bzw. umgebettet. Es gibt 38 Einbettungsflächen, die durch Granitsteine gekennzeichnet sind.

## Die Toten
Von den bis August 2013 beigesetzten 30.513 Toten konnten nur 16.300 identifiziert werden. Die Toten wurden in den Gebieten Smolensk, Brjansk, Kaluga aus den Ursprungsgrablagen überführt. Es sind Wehrmachtsangehörige, die 1941 bis 1943 gefallen oder in Lazaretten verstorben sind. Es gibt ein Gedenknamensbuch des Volksbund Deutsche Kriegsgräberfürsorge, in dem Name, Geburts- und Sterbedatum, Sterbeort oder -gegend für die der Kriegsgräberstätte Duchowschtschina zugeordneten Verstorbenen und Vermissten dokumentiert sind.

## Versöhnung
Duchowtschotschina  wurde sowohl im Russlandfeldzug 1812 als auch im Zweiten Weltkrieg zerstört. Am 15. Juli 1941 wurde der Ort von deutschen Truppen besetzt und am 19. September 1943 von sowjetischen Truppen zurückerobert. Vor der Einweihung der Deutschen Kriegsgräberstätte wurde von Seiten des Volksbundes ein Kranz an der Sowjetischen Kriegsgräberstätte niedergelegt. Mit einem binationalen Einsatz richteten russische und deutsche Soldaten den Friedhof für die Einweihungsfeier her. Russische und deutsche Offizielle sprachen bei der Einweihungsfeier von Leid, Völkerverständigung und Frieden.

## Ergänzung: Die Russische Kriegsgräberstätte
In Duchowschtschina befindet sich mitten im Dorf eine Russische Kriegsgräberstätte.